# Türk Telekom Basketbol Kulübü
Il Türk Telekom Basketbol Kulubü è una società di pallacanestro maschile di Ankara, in Turchia. Fa parte della polisportiva Türk Telekom Gençlik ve Spor Kulubü, che ha anche una squadra di calcio.

## Roster 2022-2023
Aggiornato al 28 aprile 2023.
|    | Naz.                   | Ruolo | Sportivo       | Anno | Alt. | Peso |  |
| -- | ---------------------- | ----- | -------------- | ---- | ---- | ---- |  |
| 2  | Turchia (bandiera)     | G     | Boran Güler    | 2001 | 198  |      |  |
| 4  | Turchia (bandiera)     | PG    | Mehmet Yağmur  | 1987 | 185  | 85   |  |
| 5  | Turchia (bandiera)     | C     | Emircan Koşut  | 1995 | 216  | 100  |  |
| 7  | Turchia (bandiera)     | G     | Ridvan Öncel   | 1997 | 192  | 87   |  |
| 9  | Turchia (bandiera)     | C     | Semih Erden    | 1986 | 213  | 109  |  |
| 11 | Turchia (bandiera)     | AG    | Berk Demir     | 1995 | 204  | 100  |  |
| 21 | Stati Uniti (bandiera) | P     | Tony Taylor    | 1990 | 183  | 87   |  |
| 22 | Stati Uniti (bandiera) | PG    | Jerian Grant   | 1992 | 193  | 91   |  |
| 30 | Turchia (bandiera)     | AG    | Alihan Demir   | 1996 | 206  | 107  |  |
| 33 | Turchia (bandiera)     | AP    | Erkan Yılmaz   | 1997 | 192  | 91   |  |
| 50 | Nigeria (bandiera)     | C     | Micheal Eric   | 1988 | 211  | 109  |  |
| 77 | Stati Uniti (bandiera) | AC    | Nate Sestina   | 1997 | 206  | 106  |  |
| 83 | Francia (bandiera)     | AP    | Axel Bouteille | 1995 | 200  | 95   |  |
| 88 | Stati Uniti (bandiera) | C     | Tyrique Jones  | 1997 | 206  | 108  |  |

### Staff tecnico
- Allenatore:  Erdem Can
- Assistenti:  İlter Türkmen,  Ümit Temoçin,  Savaş Kaynak,  Can Akın

## Palmarès
- Coppa di Turchia: 1

2007-2008
- Coppa del Presidente: 1

1997, 2008
- Türkiye Basketbol Ligi: 1

2017-2018

## Cestisti
- Eric Buckner 2015-2016